# 武田美佐江
武田 美佐江（たけだ　みさえ、1943年10月22日  - ）は、日本の元スピードスケート選手。北海道幕別町出身。
帯広大谷高等学校卒、三協精機。
1968年グルノーブルオリンピックでは500m25位、1000m25位。
オリンピック後現役引退し帰郷、帯広スケート連盟理事などを務め、後進を指導した。結婚後の現姓は平子。平子裕基はおいである。